# Münchhausen-Trilemma
Als Münchhausen-Trilemma wird ein von Hans Albert formuliertes philosophisches Problem bezeichnet. Es geht um die Frage, ob es möglich sei, einen „letzten Grund“ (im Sinne einer letzten Ursache bzw. eines unhintergehbaren ersten Anfangs) zu finden bzw. wissenschaftlich zu beweisen.
Hans Albert behauptet, dass jegliche Versuche für eine Letztbegründung scheitern müssen bzw. ins Münchhausen-Trilemma führen. Das Münchhausen-Trilemma bedeutet, dass jeder Versuch des Beweises eines letzten Grundes zu einem von drei möglichen Ergebnissen führt:
1. zu einem Zirkelschluss (die Conclusio soll die Prämisse beweisen, benötigt diese aber, um die Conclusio zu formulieren)
2. zu einem infiniten Regress (es wird immer wieder eine neue Hypothese über die Begründbarkeit eines letzten Grundes formuliert, die sich jedoch wiederum als unzureichend erweist oder wieder in einen Zirkel führt)
3. zum Abbruch des Verfahrens an einer Stelle und der Dogmatisierung der dortigen Begründung.

Abgesehen davon, dass diese Behauptung in vielerlei Hinsicht falsch verstanden wurde, löst sie bis auf den heutigen Tag philosophische Diskussionen aus, denn die Vertreter der biblischen bzw. theologischen Schulen benötigen einen letzten Grund, eine letzte bzw. erste Ursache, in welcher sie letztlich Gott bzw. eine Offenbarung Gottes sehen.
Die Bezeichnung Münchhausen-Trilemma ist eine ironische Anlehnung an die legendäre literarische Figur Baron Münchhausen, der behauptete, sich an den eigenen Haaren aus einem Sumpf gezogen zu haben. Eine philosophische Verwendung des Bildes findet sich in Schopenhauers Ueber die vierfache Wurzel des Satzes vom zureichenden Grunde:

„So sehe ich meinerseits in causa sui nur eine contradictio in adjecto, ein Vorher was nachher ist, ein freches Machtwort, die unendliche Kausalkette abzuschneiden, ja, ein Analogon zu jenem Oesterreicher, der, als er, die Agraffe auf seinem festgeschnallten Schacko zu befestigen, nicht hoch genug hinaufreichen konnte, auf den Stuhl stieg. Das rechte Emblem der causa sui ist Baron Münchhausen, sein im Wasser sinkendes Pferd mit den Beinen umklammernd und an seinem über den Kopf nach vorn geschlagenen Zopf sich mit sammt dem Pferde in die Höhe ziehend; und darunter gesetzt: Causa sui.“

In Jenseits von Gut und Böse bezeichnet es Nietzsche als „eine Art logischer Nothzucht und Unnatur“, wenn jemand versucht, „mit einer mehr als Münchhausenschen Verwegenheit, sich selbst aus dem Sumpf des Nichts an den Haaren ins Dasein zu ziehn.“ Das Münchhausen-Trilemma enthält drei der fünf Tropen des Agrippa und wird deshalb auch mit dem Agrippa-Trilemma verglichen.

## Die Trilemma-Situation

Münchhausen zieht sich aus dem Sumpf, Zeichnung von Theodor Hosemann

Angenommen, Satz p soll begründet werden. Drei Wege scheinen hierfür möglich:
Infiniter Regress
Jede Aussage, die p begründet, muss wiederum begründet werden. Dies führt in einen „unendlichen Regress“.
Zirkel
Die Begründung verläuft im Kreis. Eine Aussage, die p begründen soll, ist identisch mit p oder kommt in der Begründungskette, die p begründen soll, bereits vor. (Beispiel nach einer Komödie Molières: Warum ist das Mädchen stumm? – Das Mädchen ist stumm, weil es sein Sprachvermögen verloren hat! – Warum hat es sein Sprachvermögen verloren? – Auf Grund des Unvermögens, die Sprache zu beherrschen!)
Abbruch des Verfahrens
Infiniter Regress und Zirkelschluss können sich durchaus verbinden oder endlos wiederholen, welches letztlich zum Abbruch des Begründungsverfahrens führt.
Zusätzlich, und gleichzeitig zu verstehen als Motivation für die Formulierung dieses Münchhausen-Trilemmas, fügt Albert (sinngemäß) hinzu: „Wenn es eine Letztbegründung gäbe (was glücklicherweise schlecht möglich ist), würde diese unweigerlich zu einem Dogma führen.“
Da es keine unfehlbaren Quellen der Erkenntnis gebe, sondern allenfalls Quellen, deren Unfehlbarkeit dogmatisch behauptet wird, gibt es gemäß dem Münchhausen-Trilemma keinen privilegierten Zugang zur Wahrheit.

## Veranschaulichung anhand religiöser Aussagen
Franz Graf-Stuhlhofer bringt dazu konkrete Beispiele:
Ein unendliches Zurückschreiten kann folgendermaßen ablaufen: Ausgangspunkt wäre folgende Behauptung: „Die Bibel ist Gottes Botschaft an uns Menschen“. Dagegen wird ein Einwand vorgebracht: „Woher weißt du das?“ Antwort: „Ich habe oft erlebt, dass Aussagen der Bibel für mein Leben hilfreich waren.“ Einwand: „Ähnliches habe ich auch mit einem Psychologie-Lehrbuch erlebt.“ Antwort: „Mit Hilfe der Bibel habe ich auch schon – die normale menschliche Erfahrung überschreitende – Wunder erlebt, z. B. eine medizinisch nicht erklärbare Heilung.“ Einwand: „Ja, es gibt manchmal Spontanheilungen – das erleben unterschiedliche Menschen, nicht nur Bibelgläubige.“ … So könnte der Dialog noch lange weitergehen … Jede Begründung kann hinterfragt werden und erfordert das Liefern weiterer Argumente.
Ein kurzer Zirkelschluss könnte folgendermaßen aussehen: „Die Bibel ist Gottes Botschaft an uns Menschen, das steht in 2. Tim 3,16 .“ Einwand: „Vielleicht ist das, was in 2. Tim steht, falsch?“ Antwort: „Nein, was dort steht, das stimmt, denn 2. Tim ist ein Teil der Bibel, und diese ist Gottes Botschaft an uns.“ … Das zu Beweisende wird also letztlich schon vorausgesetzt.
Ein dogmatischer Abbruch des Verfahrens kann so aussehen, dass als zu glaubendes Axiom oder Dogma die Bibel festgelegt wird: „Die Bibel ist Gottes Botschaft an uns; wenn ich das glaube, kann ich mich bei allen Fragen auf die Bibel stützen.“ Wenn die allererste Grundlage geklärt ist, kann davon für alle weiteren Themen ausgegangen werden.

## Zur Problemgeschichte
Dass diese drei Alternativen bei Begründungssituationen vorliegen, findet sich bereits in der antiken griechischen Philosophie, zuerst in den Analytica posteriora des Aristoteles (72b5 ff. nach der Bekker-Zählung). In der pyrrhonischen Skepsis spielen sie eine wichtige Rolle. Angeblich wurden diese Argumentationsfiguren von den Skeptikern um Agrippa (erstes Jahrhundert n. Chr.) verwendet.
Eine Philosophie, die sich als praktisch versteht, setzt die Begründung hier bisweilen aus und stellt stattdessen einen Entschluss an den Anfang des Systems. So betont beispielsweise Fichte in § 1 seines Systems der Sittenlehre nach den Prinzipien der Wissenschaftslehre, dass der Anfang nicht begründet, sondern gegründet werden müsse: „nicht zufolge einer theoretischen Einsicht, sondern zufolge eines praktischen Interesses; ich will selbständig sein, darum halte ich mich dafür“.
In der modernen Philosophie hat dann Jakob Friedrich Fries die Forderung, alles zu beweisen, als widerspruchsvoll abgewiesen, weil sie zu einem infiniten Regress führe, und infolgedessen Kants Methode (womit die Kant’sche Behauptung der Möglichkeit synthetischer Urteile a priori gemeint ist) ablehne. Der Lösungsversuch der Fries’schen Lehre, dass Wahrnehmungserlebnisse Sätze begründen könnten, weil deren Evidenz unmittelbar klar sei, wurde insbesondere von Karl Popper, der diese Position als  „Psychologismus“ bezeichnete, in der Logik der Forschung detailliert kritisiert. Gleichzeitig hat Popper damit gezeigt, dass empirische Naturwissenschaft nie einen letzten Grund wird liefern können.
Eine weitere Ausarbeitung des Themas findet sich in der Erkenntnistheorie, die Georg Simmel in seiner Philosophie des Geldes (1900) ausgeführt hat. Simmel ging von der ontologischen Kategorie der Wechselwirkung aus und verband diese mit einer Theorie der Relativität alles Seienden; siehe auch Relativismus. „Daß die scheinbare Ruhe der Erde nicht nur eine komplizierte Bewegung ist, sondern daß ihre ganze Stellung im Weltall nur durch ein Wechselverhältnis zu anderen Materiemassen besteht – das ist ein sehr einfacher, aber sehr eingreifender Fall des Übergangs von der Festigkeit und Absolutheit der Weltinhalte zu ihrer Auflösung in Bewegungen und Relationen.“ Entsprechend hat Erkenntnis für Simmel keinen absoluten Ausgangspunkt, sondern muss sich ihren Bezug in Axiomen und Festlegungen suchen.
„Daß unser Bild der Welt auf diese Weise »in der Luft schwebt«, ist nur in der Ordnung, da ja unsere Welt selbst es tut. Das ist keine zufällige Koinzidenz der Worte, sondern Hinweisung auf den grundlegenden Zusammenhang. Die unserem Geiste eigene Notwendigkeit, die Wahrheit durch Beweise zu erkennen, verlegt ihre Erkennbarkeit entweder ins Unendliche oder biegt sie zu einem Kreise um, indem ein Satz nur in einem Verhältnis zu einem anderen, dieser andere aber schließlich nur im Verhältnis zu diesem ersten wahr ist. Das Ganze der Erkenntnis wäre dann so wenig »wahr«, wie das Ganze der Materie schwer ist; nur im Verhältnis der Teile untereinander gälten die Eigenschaften, die man von dem Ganzen nicht ohne Widerspruch aussagen kann.“
Eine weitere Darstellung findet sich bei Paul Natorp. Im Anschluss an diese Darstellungen suchte Leonard Nelson zu beweisen, dass Erkenntnistheorie überhaupt unmöglich sei. Allerdings gehört die ständige Erweiterung des Begründungsraumes zum Wesen der Wissenschaft: Infinite Regresse sind durchaus mit erkenntnistheoretischen wie auch naturwissenschaftlichen Wissenserweiterungen verbunden, insbesondere wenn sie in die Zukunft gerichtet sind. Jedes Aufstellen einer neuen Hypothese erweitert den infiniten Regress und führt damit gewissermaßen auch zu Erkenntnisgewinn; denn auch eine sich letztlich als falsch, unwahr oder vorerst nicht überprüfbar erweisende Hypothese stellt eine mögliche Erkenntnis dar.
Der von Popper begründete Kritische Rationalismus argumentiert mit dem Trilemma gegen das herkömmliche bzw. „klassische“ Vernunftverständnis, die Rechtfertigungsstrategie, die darauf abzielt, dass jeder Versuch einer unanzweifelbar gültigen Begründung einer Aussage, sei dieser deduktiv, induktiv, kausal, transzendental oder auf jedwede andere Weise geführt, daran scheitert, dass eine sichere Begründung wiederum sicher begründet werden muss. Der Kritische Rationalismus wählt dabei einen Weg außerhalb des von Begründungsdenken geprägten Dogmatismus und Relativismus, indem er an der Existenz einer absoluten Wahrheit festhält (Absolutismus), aber von der Fehlbarkeit des Menschen und daher dem Vermutungscharakter des Wissens ausgeht (Fallibilismus), Argumenten stets nur eine negative Wirkung zuspricht (Negativismus) und die Unmöglichkeit der begründenden Erkenntnistheorie behauptet (Erkenntnisskeptizismus).
Nicht zuletzt steckt hinter der Debatte folgende wesentliche Motivation: Kann und darf es ein irgendwie geartetes Dogma geben? Damit verbunden ist natürlich die Frage nach einer letzten, unaufhörlich sich im Recht befindlichen Autorität oder Instanz, oder, abgeschwächt, einer Instanz, die zwar manchmal falschliegt, der man sich aber dennoch aus anderen Erwägungen heraus grundsätzlich immer anschließen sollte.

## Kritik
Nicholas Rescher hat auf die schon bei Thomas von Aquin bekannte Unterscheidung einer theoretischen Logik („logica docens“) und einer lebensweltlichen Praxis der Logik („logica utens“) verwiesen, die schon von Charles S. Peirce wieder aufgegriffen wurde (CP 2, 186). Die Begründung eines formalen logischen Systems setzt voraus, dass bereits informell ein logischer Apparat des Argumentierens vorhanden ist. Die formale Logik ist die ausgearbeitete Form der praktischen Argumentation, die ohne ein präsystematisches Verständnis der logischen Regeln nicht auskommt. In diesem Sinn ist auch die formale Logik zirkular, indem sie die logica utens inhaltlich abbildet. Es kommt nach Rescher auf die Argumentationsbasis, das gemeinsame Vorverständnis an, ob eine Zirkularität der Argumentation als schädlich betrachtet wird. Innerhalb des Systems der formalen Logik ist allerdings auch für Rescher unstreitig, dass ein Zirkel in einer Argumentation (in einem Beweis, einer Erklärung oder einer Definition) fehlerhaft ist. In Hinblick auf den unendlichen Regress weist Rescher darauf hin, dass man zwischen einer physikalischen unendlichen Ursachenkette und einem argumentativen Denkprozess unterscheiden muss. Die physikalische Ursachenkette ist ein durchaus denkbarer Vorgang, der nicht aus logischen Gründen falsch ist. Nur im Bereich des kognitiven Regresses bestehen die Grenzen der reinen Vernunft im Sinne Kants. Hier ergibt die Frage des Pragmatismus, ob entsprechend den angestrebten Zwecken die Begründung ausreichend ist. „Da wir Totalität nicht erreichen können, müssen wir bei der Suffizienz zur Ruhe kommen, und das ist am Ende eher eine praktische als eine rein theoretische Angelegenheit. Die letztendliche Lehre von der Nichtrealisierbarkeit eines unendlichen Regresses in kognitiven Dingen ist, daß der Primat der praktischen vor der theoretischen Vernunft ein unausweichlicher Aspekt der conditio humana ist.“
Immanuel Kant hat in der Kritik der reinen Vernunft im Kapitel über die transzendentale Dialektik argumentiert, dass es keine Möglichkeit gebe, etwas Unbedingtes als wahr zu erweisen, sei es die Unsterblichkeit der Seele, die Unendlichkeit der Welt oder die Existenz Gottes. Das Problem des unendlichen Regresses behandelte Kant etwa in der Antinomie der reinen Vernunft über die Frage nach der Unendlichkeit der Welt. Eine Letztbegründung sei danach nicht möglich. Was Kant blieb, waren die Postulate der reinen Vernunft.
Für Friedrich Kambartel ist das Trilemma zwar gültig, setzt aber voraus, dass „Begründungen sich lediglich innerhalb der Welt der Sätze und Worte abspielen […].“ Eine solche Beschränkung sei aber immer dann nicht sachgerecht, wenn sich die Äußerungen auf Handlungen und deren Möglichkeiten und Bedingungen beziehen. Das Münchhausen-Trilemma „übersieht, daß Begründungen aus dem Bereich der sprachlichen Ausdrücke hinausführen können und, wenn sie ihrem Anspruch gerecht werden sollen, auch hinausführen müssen in den pragmatisch-lebensweltlichen Kontext, in welchem sprachliche und damit auch wissenschaftliche Handlungen erst ihren Sinn gewinnen“.
Einige Kritik am Münchhausen-Trilemma kommt aus der sogenannten Schule der Transzendentalpragmatiker, welche sich auf Karl-Otto Apel beruft, der eine Letztbegründung für möglich hält. Apel hat auf den grundlegenden Einwand gegen das skeptische Argument verwiesen, dass jeder Zweifel, der mit einem Absolutheitsanspruch vertreten wird, in einen „performativen Selbstwiderspruch“ führt. Auch Vittorio Hösle bezieht sich auf den absoluten Anspruch des Münchhausen-Trilemmas. Wenn dessen Aussage wahr ist, dann sei sie selbst eine apodiktische Aussage. Hösle reformuliert die Aussage des Münchhausen-Trilemmas zur Verdeutlichung als: „Es ist letztbegründet, daß es keine Letztbegründung gibt.“ Diese Behauptung ist für Hösle in sich widersprüchlich.
Mit Blick auf seine Diskurstheorie kommentierte Jürgen Habermas das Münchhausen-Trilemma: „Dieses Trilemma hat freilich einen problematischen Stellenwert. Es ergibt sich nur unter der Voraussetzung eines semantischen Begründungskonzepts, das sich an der deduktiven Beziehung zwischen Sätzen orientiert und allein auf den Begriff der logischen Folgerung stützt. Diese deduktivistische Begründungsvorstellung ist offensichtlich zu selektiv für die Darstellung der pragmatischen Beziehungen zwischen argumentativen Sprechhandlungen: Induktions- und Universalisierungsgrundsätze werden als Argumentationsregeln nur eingeführt, um die logische Kluft in nicht-deduktiven Beziehungen zu überbrücken. Man wird deshalb für diese Brückenprinzipien selbst eine deduktive Begründung, wie sie im Münchhausentrilemma allein zugelassen wird, nicht erwarten dürfen.“ In ähnlicher Weise verwies Micha H. Werner darauf, dass das Münchhausen-Trilemma auf eine Begründung als analytische Wahrheit ausgerichtet ist und nur gilt, weil eine analytische Begründung nicht ohne Voraussetzungen auskommt. „Damit ist aber nicht die Frage beantwortet, ob es neben der Ableitung aus gegebenen Prämissen noch andere Begründungsmethoden gibt.“ Als eine solche Alternative nennt Werner den widerlegenden Beweis, der sich schon in der Metaphysik bei Aristoteles findet (1005b ff.).
Marcus Willaschek wendet gegen das Münchhausen-Trilemma ein, dass hier grundsätzlich eine falsche Rationalität zum Zuge komme. Im Sinne des Pragmatismus empfiehlt Willaschek, bei der Kette der Fragen einer Begründung jeweils zu prüfen, ob denn die jeweils zu erwartende Antwort auf die nächste Frage überhaupt noch geeignet ist, eine relevante Information zur Lösung der eigentlichen Problemstellung beizutragen. Im pragmatischen Sinn ist ein Weiterfragen immer dann nicht mehr sinnvoll, wenn die Frage für die eigentliche Problemstellung keine Relevanz mehr hat. Diese Begründung, das Fragen einzustellen, ist nicht mit dem  Abbruch des Verfahrens nach Albert gleichzusetzen, sondern folgt einer pragmatischen Rationalität, die auf Problembewältigung ausgerichtet ist.
Rupert Riedl bietet in der Evolutionären Erkenntnistheorie folgende Lösung an: Die Erkenntnistheorie ist mit dem Trilemma nicht in einer Sackgasse. „Im Gegenteil, die Lehre von der Erkenntnis wird von unserem Standpunkt gesehen selbst zu einem Abschnitt des biologischen Erkenntnisprozesses und sie hat die Schraubenstruktur unseres Modells, wenn auch in Stücken, vorhergesehen. […] Der Kreislauf aus Erwartung und Erfahrung wäre ein Zirkel, würde nicht mit jeder Erfahrung auch die Erwartung verändert und umgekehrt. Und nicht minder muss die Rückverfolgung der Lernstrukturen in jeweils dort abgebrochen werden, wo diese ihren Gegenstand nicht mehr enthalten: etwa des Systems des Bewusstseins im Nervensystem, des der Reizleitung im Stofftransport, der der Vererbung in chemischen Reaktionen. Das Ende der methodischen Reduktion muss jeweils an jenen Stellen liegen, wo die Fulguration zu neuen Systemgesetzen führte.“